# Hollands Diep (tijdschrift)
Hollands Diep is een voormalig Nederlands cultureel tijdschrift dat tussen 1975 en 1977 tweewekelijks verscheen en uitgegeven werd door Necomin en Z & W Productions. Het bevatte artikelen over cultuur, literatuur en politiek. Redacteuren waren G. Brandts, Betty van Garrel, Max van Rooy, K. Schippers en Hans Sleutelaar.
Onder anderen Gerard Reve, Willem Frederik Hermans, Harry Mulisch, Simon Carmiggelt, Remco Campert, A. Alberts, Boudewijn Büch, Jan Cremer, Anton Heyboer, Julius Vischjager, Tom Ordelman en Bob den Uyl leverden bijdragen. Na 42 afleveringen werd de uitgave stopgezet, omdat de uitgever, die op een veel groter publiek had gerekend, er geen geld meer in wilde steken.
Tussen maart 2007 en december 2011 verscheen bij de Weekbladpers een tweemaandelijks 'cultuurtijdschrift' dat eveneens de naam Hollands Diep droeg. Dit had, behalve het idee, niets met het oorspronkelijke culturele tijdschrift te maken. Vaste medewerkers waren onder anderen Youp van 't Hek, Auke Kok, Annie Leibovitz, Dick Pels, Tommy Wieringa en Paul Witteman, hoofdredacteur was Robbert Ammerlaan (directeur-uitgever van De Bezige Bij).